# Reflexivitat (teoria social)
En epistemologia, i més concretament, en la sociologia del coneixement, la reflexivitat es refereix a les relacions circulars entre causa i efecte, especialment tal com estan incrustades en les estructures de creences humanes. Una relació reflexiva és bidireccional, amb la causa i l'efecte que s'afecten mútuament, en una relació en la qual no es poden definir com a causes o efectes.
Dins de la sociologia, que és la disciplina on s'origina el concepte, la reflexivitat significa un acte d'autoreferència on l'examen o l'acció "es doblega", fa referència i afecta l'entitat que instiga l'acció o l'examen. Normalment es refereix a la capacitat d'un agent per reconèixer les forces de socialització i alterar el seu lloc en l'estructura social. Un baix nivell de reflexivitat donaria lloc a individus formats en gran part pel seu entorn (o "societat"). Un alt nivell de reflexivitat social el definirien els individus que modelessin les seues pròpies normes, gustos, polítiques, desitjos, etc. Això és semblant a la noció d'autonomia. (Vegeu també estructura i agència i mobilitat social)
Dins l'economia, la reflexivitat es refereix a l'efecte d'auto-enfortiment del sentiment del mercat, pel qual l'augment dels preus atreu compradors, les accions dels quals fan que els preus encara siguin més alts fins que el procés esdevé insostenible. Aquest és un exemple d'un bucle de retroalimentació positiva. El mateix procés pot operar a la inversa i condueix a un col·lapse catastròfic dels preus.

## Visió general
En la teoria social, la reflexivitat pot ocórrer quan les teories d'una disciplina s'han d'aplicar per igual a la disciplina mateixa; per exemple, en el cas que les teories de la construcció del coneixement en el camp de la sociologia del coneixement científic s'hagin d'aplicar per igual a la construcció del coneixement per part de la sociologia dels professionals del coneixement científic, o quan la matèria d'una disciplina s'hauria d'aplicar per igual als professionals individuals d'aquesta. disciplina (per exemple, quan la teoria psicològica hauria d'explicar els processos psicològics dels psicòlegs). De manera més àmplia, es considera que la reflexivitat es produeix quan les observacions dels observadors del sistema social afecten les mateixes situacions que estan observant, o quan la teoria que s'està formulant es difon i afecta el comportament dels individus o sistemes que la teoria ha de modelar objectivament. . Així, per exemple, un antropòleg que viu en un poble aïllat pot afectar el poble i el comportament dels seus ciutadans objecte d'estudi. Les observacions no són independents de la participació de l'observador.
La reflexivitat és, per tant, una qüestió metodològica en les ciències socials anàloga a l'efecte observador . Dins d'aquella part de la sociologia de la ciència recent que s'ha anomenat el programa fort, la reflexivitat es suggereix com a norma o principi metodològic, és a dir, una explicació teòrica completa de la construcció social de, per exemple, sistemes de coneixement científics, religiosos o ètics, hauria de ser en si mateix. ser explicable pels mateixos principis i mètodes que s'utilitzen per comptabilitzar aquests altres sistemes de coneixement. Això apunta a una característica general de les epistemologies naturalitzades, que aquestes teories del coneixement permeten que camps específics d'investigació diluciden altres camps com a part d'un procés d'autoreflexió global: qualsevol camp d'investigació particular ocupat amb aspectes dels processos de coneixement en general (p. ex., història de la ciència, ciència cognitiva, sociologia de la ciència, psicologia de la percepció, semiòtica, lògica, neurociència) poden estudiar reflexivament altres camps d'aquest tipus cedint-se a una reflexió global millorada sobre les condicions per crear coneixement.
La reflexivitat inclou tant un procés subjectiu d'investigació de l'autoconsciència com l'estudi del comportament social amb referència a les teories sobre les relacions socials.

### Visió de Giddens
La reflexivitat consisteix en el fet que les pràctiques socials són examinades i reformulades incessantment a la llum de la nova informació que generen, que alteren constitutivament el seu caràcter. Aquesta és una característica definitòria de tota acció humana i, en aquest sentit, observem en totes les cultures les pràctiques socials són modificades de manera rutinària a la llum dels nous descobriments que les afecten. Tan sols a l'era de la modernitat es radicalitza la revisió de les convencions fins al punt d'arribar a aplicar-la en principi a tots els aspectes de la vida humana i no pas únicament a les intervencions tecnològiques en el món material. Allò que resulta característic de la modernitat no és l'acceptació del que és nou pel sol fet de ser-ho, sinó la presumpció de l'aplicació de la reflexivitat a tot, la qual cosa comprèn per descomptat la reflexió sobre la natura de la reflexió en si.
Segons Anthony Giddens, l'apropiació reflexiva del coneixement és una de les tres fonts dominants del dinamisme de la modernitat. La producció del coneixement sistemàtic sobre la vida social esdevé part integral de la reproducció del sistema, deslligant-la així de les fixeses de la tradició. En les cultures premodernes la reflexivitat es limita en gran part a la reinterpretació i clarificació de la tradició. En la sociedad moderna, en canvi, aquesta s'intensifica i adquireix un caràcter diferent. S'introdueix a la mateixa base de la reproducció del sistema de tal manera que es produeix una refracció constant entre pensament i acció.
Les transformacions que afecten les nostres societats són producte d'un procés de modernització reflexiva. Una de les conseqüències de la reflexivitat és que els coneixements proporcionats per la ciència social són incorporats en la nostra consciència de tal manera que formen creixentment una de les variables de l'activitat humana. Aquesta circumstància complica enormement la capacitat de predicció de la ciència social, atès que si bé cada vegada disposem de més informacions sobre la realitat, també aquests coneixements són assimilats pels mateixos actors i, per tant, els resultats de les seves accions depenen més de variables internes que externes.
Això significa que tots els membres de la societat, i no pas solament els intel·lectuals, es vegin obligats per aquest nou imperatiu a reflexionar sobre les condicions de la seva pròpia acció. Així, tots els ciutadans, a diferents nivells, es veuen empesos a prendre consciència de la seva situació, a autodefinir-se, a autoposicionar-se i a autoidentificar-se.
Aquesta circumstància fa canviar la naturalesa de les institucions socials. Per exemple, quan una parella es casa coneix ja, a través de l'estadística social, quines són les probabilitats que el seu matrimoni acabi en divorci i això pot propiciar que s'afebleixi tant la intensitat del seu compromís com la valoració que fan de la durabilitat del vincle conjugal.
La reflexivitat consisteix en el fet que les pràctiques socials són examinades i reformulades incessantment a la llum de la nova informació que generen, que alteren constitutivament el seu caràcter. Aquesta és una característica definitòria de tota acció humana i, en aquest sentit, observem en totes les cultures les pràctiques socials són modificades de manera rutinària a la llum dels nous descobriments que les afecten. Tan sols a l'era de la modernitat es radicalitza la revisió de les convencions fins al punt d'arribar a aplicar-la en principi a tots els aspectes de la vida humana i no pas únicament a les intervencions tecnològiques en el món material. Allò que resulta característic de la modernitat no és l'acceptació del que és nou pel sol fet de ser-ho, sinó la presumpció de l'aplicació de la reflexivitat a tot, la qual cosa comprèn per descomptat la reflexió sobre la natura de la reflexió en si.
Segons Anthony Giddens, l'apropiació reflexiva del coneixement és una de les tres fonts dominants del dinamisme de la modernitat. La producció del coneixement sistemàtic sobre la vida social esdevé part integral de la reproducció del sistema, deslligant-la així de les fixeses de la tradició. En les cultures premodernes la reflexivitat es limita en gran part a la reinterpretació i clarificació de la tradició. En la sociedad moderna, en canvi, aquesta s'intensifica i adquireix un caràcter diferent. S'introdueix a la mateixa base de la reproducció del sistema de tal manera que es produeix una refracció constant entre pensament i acció.
Les transformacions que afecten les nostres societats són producte d'un procés de modernització reflexiva. Una de les conseqüències de la reflexivitat és que els coneixements proporcionats per la ciència social són incorporats en la nostra consciència de tal manera que formen creixentment una de les variables de l'activitat humana. Aquesta circumstància complica enormement la capacitat de predicció de la ciència social, atès que si bé cada vegada disposem de més informacions sobre la realitat, també aquests coneixements són assimilats pels mateixos actors i, per tant, els resultats de les seves accions depenen més de variables internes que externes.
Això significa que tots els membres de la societat, i no pas solament els intel·lectuals, es vegin obligats per aquest nou imperatiu a reflexionar sobre les condicions de la seva pròpia acció. Així, tots els ciutadans, a diferents nivells, es veuen empesos a prendre consciència de la seva situació, a autodefinir-se, a autoposicionar-se i a autoidentificar-se.
Aquesta circumstància fa canviar la naturalesa de les institucions socials. Per exemple, quan una parella es casa coneix ja, a través de l'estadística social, quines són les probabilitats que el seu matrimoni acabi en divorci i això pot propiciar que s'afebleixi tant la intensitat del seu compromís com la valoració que fan de la durabilitat del vincle conjugal.

## Història
El principi de reflexivitat va ser potser enunciat per primera vegada pels sociòlegs William I. Thomas i Dorothy Swaine Thomas, en el seu llibre de 1928 The child in America : "Si els homes defineixen les situacions com a reals, són reals en les seves conseqüències". La teoria es va anomenar més tard " teorema de Thomas ".
El sociòleg Robert K. Merton (1948, 1949) es va basar en el principi de Thomas per definir la noció d'una profecia autocomplerta : que un cop feta una predicció o profecia, els actors poden adaptar-se als seus comportaments i accions de manera que una declaració que hauria estat fals esdevé vertader o, per contra, una afirmació que hauria estat certa esdevé falsa, com a conseqüència de la predicció o profecia que es fa. La profecia té un impacte constitutiu en el resultat o resultat, canviant el resultat del que hauria passat d'una altra manera.
La reflexivitat va ser presa com un tema de la ciència en general per Karl Popper (1957), qui en el seu llibre La pobresa de l'historicisme va destacar la influència d'una predicció sobre l'esdeveniment predit, anomenant-ho " efecte Èdip " en referència al conte grec. en la qual la seqüència d'esdeveniments que compleixen la profecia de l'Oracle està molt influenciada per la profecia mateixa. Popper va considerar inicialment aquesta profecia autocomplerta com un tret distintiu de les ciències socials, però més tard va veure que en les ciències naturals, en particular la biologia i fins i tot la biologia molecular, entra en joc quelcom equivalent a l'expectativa i pot actuar per aconseguir allò que s'ha fet. esperat. També va ser reprès per Ernest Nagel (1961). La reflexivitat presenta un problema per a la ciència perquè si una predicció pot comportar canvis en el sistema amb el qual es fa la predicció, es fa difícil avaluar les hipòtesis científiques comparant les prediccions que comporten amb els esdeveniments que realment es produeixen. El problema és encara més difícil a les ciències socials.
La reflexivitat ha estat presa com la qüestió de la "predicció reflexiva" en la ciència econòmica per Grunberg i Modigliani (1954) i Herbert A. Simon (1954), s'ha debatut com un tema important amb relació a la crítica de Lucas, i s'ha plantejat com una qüestió metodològica en ciència econòmica sorgida de la qüestió de la reflexivitat en la literatura de sociologia del coneixement científic (SSK).
La reflexivitat ha sorgit com un problema i una solució en els enfocaments moderns del problema de l'estructura i l'agència, per exemple en el treball d'Anthony Giddens en la seva teoria de l'estructuració i Pierre Bourdieu en el seu estructuralisme genètic.
Giddens, per exemple, va assenyalar que la reflexivitat constitutiva és possible en qualsevol sistema social, i que això presenta un problema metodològic diferent per a les ciències socials. Giddens va accentuar aquest tema amb la seva noció de " modernitat reflexiva ", l'argument que, amb el temps, la societat és cada cop més conscienciada, reflexiva i, per tant, reflexiva.
Bourdieu va argumentar que el científic social està inherentment carregat de biaixos, i només prenent consciència reflexiva d'aquests biaixos els científics socials poden alliberar-se'n i aspirar a la pràctica d'una ciència objectiva. Per a Bourdieu, doncs, la reflexivitat forma part de la solució, no del problema.
Es pot dir que L'ordre de les coses de Michel Foucault toca la qüestió de la reflexivitat. Foucault examina la història del pensament occidental des del Renaixement i argumenta que cada època històrica (identifica tres i proposa una quarta) té una episteme, o « a priori històric », que estructura i organitza el coneixement. Foucault argumenta que el concepte d'home va sorgir a principis del segle xix, el que ell anomena "l'Edat de l'home", amb la filosofia d'Immanuel Kant. Acaba el llibre plantejant el problema de l'edat de l'home i la nostra recerca del coneixement, on "l'home és alhora subjecte coneixedor i objecte del seu propi estudi"; així, Foucault argumenta que les ciències socials, lluny de ser objectives, produeixen la veritat en els seus propis discursos mútuament exclusius.

## En economia
El filòsof econòmic George Soros, influenciat per les idees presentades pel seu tutor, Karl Popper (1957), ha estat un actiu promotor de la rellevància de la reflexivitat per a l'economia, i la va presentar per primera vegada públicament al seu llibre de 1987 The alchemy of finance. Considera la seva visió del comportament del mercat a partir de l'aplicació del principi com un factor important en l'èxit de la seva carrera financera.
La reflexivitat és incompatible amb la teoria de l'equilibri general, que estipula que els mercats es mouen cap a l'equilibri i que les fluctuacions sense equilibri són només un soroll aleatori que aviat es corregirà. En la teoria de l'equilibri, els preus a llarg termini a l'equilibri reflecteixen els fonaments econòmics subjacents, que no es veuen afectats pels preus. La reflexivitat afirma que els preus de fet influeixen en els fonaments i que aquest conjunt de principis fonamentals recentment influït després procedeix a canviar les expectatives, influint així en els preus; el procés continua en un patró d'autoreforçament. Com que el patró s'autoenforteix, els mercats tendeixen al desequilibri. Tard o d'hora arriben a un punt en què el sentiment s'inverteix i les expectatives negatives es reforcen a si mateixes en direcció a la baixa, explicant així el patró familiar dels cicles d'auge i caiguda. Un exemple que cita Soros és la naturalesa procíclica dels préstecs, és a dir, la voluntat dels bancs d'alleujar els estàndards de préstec per als préstecs immobiliaris quan els preus augmenten, i després augmentar els estàndards quan els preus dels béns arrels estan baixant, reforçant el cicle de boom i caiguda. A més, suggereix que la inflació dels preus immobiliaris és essencialment un fenomen reflexiu: els preus de l'habitatge es veuen influenciats per les sumes que els bancs estan disposats a avançar per a la seva compra, i aquestes sumes estan determinades per l'estimació dels bancs dels preus que la propietat ordenaria.
Soros ha afirmat sovint que la seva comprensió del principi de reflexivitat és el que li ha donat "avantatge" i que és el principal factor que contribueix als seus èxits com a comerciant. Durant diverses dècades hi va haver pocs signes que el principi fos acceptat en els cercles econòmics principals, però hi ha hagut un augment d'interès després de la caiguda del 2008, amb revistes acadèmiques, economistes i inversors discutint les seves teories.
L'economista i antic columnista del Financial Times, Anatole Kaletsky, va argumentar que el concepte de reflexivitat de Soros és útil per entendre l'economia de la Xina i com la gestiona el govern xinès.
El 2009, Soros va finançar la posada en marxa de l' Institut per a un nou pensament econòmic amb l'esperança que desenvolupés encara més la reflexivitat. L'Institut treballa amb diversos tipus d' economia heterodoxe, particularment la branca post-keynésienne.

## En sociologia
Margaret Archer ha escrit molt sobre la reflexivitat dels laics. Per a ella, la reflexivitat humana és un mecanisme mediador entre les propietats estructurals, o el context social de l'individu, i l'acció, o les preocupacions últimes de l'individu. L'activitat reflexiva, segons Archer, ocupa cada cop més el lloc de l'acció habitual a la modernitat tardana, ja que les formes rutinàries es mostren ineficaces per fer front a la complexitat de les trajectòries vitals modernes.
Mentre que Archer posa èmfasi en l'aspecte agent de la reflexivitat, les orientacions reflexives es poden veure com "incrustades socialment i temporalment". Per exemple, Elster assenyala que la reflexivitat no es pot entendre sense tenir en compte el fet que es basa en configuracions de fons (per exemple, significats compartits, així com el compromís social passat i les experiències viscudes del món social) per ser operativa.

## En antropologia
En antropologia, la reflexivitat ha arribat a tenir dos significats diferents, un que fa referència a la consciència de l'investigador d'un enfocament analític en la seva relació amb el camp d'estudi, i l'altre que s'atén a les maneres en què les pràctiques culturals impliquen consciència i comentari sobre ells mateixos.
El primer sentit de la reflexivitat en antropologia forma part de l'autocrítica més general de les ciències socials arran de les teories de Michel Foucault i altres sobre la relació de poder i producció de coneixement. La reflexivitat sobre el procés de recerca es va convertir en una part important de la crítica de les arrels colonials i dels mètodes científics de l'antropologia en el moviment de les "cultures d'escriptura" associat a James Clifford i George Marcus, així com a molts altres antropòlegs. Arrelat en la crítica literària i l'anàlisi filosòfica de la relació entre els antropòlegs, les persones representades en els textos i les seves representacions textuals, aquest enfocament ha canviat fonamentalment els enfocaments ètics i metodològics de l'antropologia. Igual que amb les crítiques feministes i anticolonials que aporten part d'inspiració de l'antropologia reflexiva, la comprensió reflexiva del poder acadèmic i polític de les representacions, l'anàlisi del procés de la "cultura d'escriptura" s'ha convertit en una part necessària per entendre la situació de l'etnògraf. en la situació del treball de camp. L'objectivació de persones i cultures i l'anàlisi d'aquestes només com a objectes d'estudi s'ha rebutjat en gran manera a favor de desenvolupar enfocaments més col·laboratius que respectin els valors i els objectius de la població local. No obstant això, molts antropòlegs han acusat l'enfocament de les "cultures d'escriptura" d'embolicar els aspectes científics de l'antropologia amb massa introspecció sobre les relacions de treball de camp, i l'antropologia reflexiva ha estat fortament atacada per antropòlegs més positivistes. Continua un considerable debat a l'antropologia sobre el paper del postmodernisme i la reflexivitat, però la majoria dels antropòlegs accepten el valor de la perspectiva crítica i, en general, només discuteixen sobre la rellevància dels models crítics que semblen allunyar l'antropologia dels seus focus centrals anteriors.
El segon tipus de reflexivitat estudiada pels antropòlegs implica varietats d'autoreferència en què les persones i les pràctiques culturals criden l'atenció sobre si mateixes. Un origen important d'aquest enfocament és Roman Jakobson en els seus estudis sobre la deixis i la funció poètica en el llenguatge, però el treball de Mikhail Bakhtin sobre el carnaval també ha estat important. Dins de l'antropologia, Gregory Bateson va desenvolupar idees sobre metamissatges (subtext) com a part de la comunicació, mentre que els estudis de Clifford Geertz sobre esdeveniments rituals com la baralla de galls balinesa apunten al seu paper com a focus de reflexió pública sobre l'ordre social. Els estudis sobre jocs i estafadors van ampliar encara més les idees sobre les pràctiques culturals reflexives. La reflexivitat s'ha explorat més intensament en estudis de performance, esdeveniments públics, rituals i formes lingüístiques però es pot veure en qualsevol moment que actes, coses o persones s'aguanten i es comenten o en cas contrari separar-los per a la seva consideració. En la recerca de pràctiques culturals, la reflexivitat té un paper important, però per la seva complexitat i subtilesa, sovint no s'investiga o implica anàlisis altament especialitzades.
Un ús d'estudiar la reflexivitat és en connexió amb l'autenticitat . Sovint, els actors no creatius s'imaginen que les tradicions culturals es perpetuen com ideals estables. La innovació pot canviar o no la tradició, però com que la reflexivitat és intrínseca a moltes activitats culturals, la reflexivitat forma part de la tradició i no és autèntica. L'estudi de la reflexivitat demostra que les persones tenen consciència d'elles mateixes i creativitat en la cultura. Poden jugar amb, comentar, debatre, modificar i objectivar la cultura mitjançant la manipulació de moltes característiques diferents de maneres reconegudes. Això condueix a la metacultura de les convencions sobre la gestió i la reflexió sobre la cultura.

## En Relacions Internacionals
A les Relacions Internacionals, la qüestió de la reflexivitat es va plantejar per primera vegada en el context de l'anomenat "Tercer Debat" de finals dels anys vuitanta. Aquest debat va suposar una ruptura amb l'ortodòxia positivista de la disciplina. Es va veure que la reestructuració teòrica post-positivista introduïa la reflexivitat com a pedra angular de l'erudició crítica. Per a Mark Neufeld, la reflexivitat en les relacions internacionals es caracteritzava per 1) l'autoconeixement de les premisses subjacents, 2) el reconeixement de la dimensió política-normativa dels paradigmes teòrics i 3) l'afirmació que el judici sobre els mèrits dels paradigmes és possible malgrat la impossibilitat de producció de coneixement neutral o apolític.
Des dels anys noranta, la reflexivitat s'ha convertit en una preocupació explícita dels enfocaments constructivistes, postestructuralistes, feministes i altres crítics de les Relacions Internacionals. A The Conduct of Inquiry in International Relations, Patrick Thaddeus Jackson va identificar la reflexivitat d'una de les quatre metodologies principals en què es pot dividir la investigació contemporània de Relacions Internacionals, juntament amb el neopositivisme, el realisme crític i l'analítica.

## La reflexivitat i l'estatus de les ciències socials
Flanagan ha argumentat que la reflexivitat complica els tres papers tradicionals que solen jugar una ciència clàssica: explicació, predicció i control. El fet que els individus i les col·lectivitats socials siguin capaços d'autoinvestigació i adaptació és una característica clau dels sistemes socials del món real, diferenciant les ciències socials de les ciències físiques. La reflexivitat, per tant, planteja problemes reals sobre fins a quin punt les ciències socials poden ser vistes com a ciències "dures" anàlogues a la física clàssica, i planteja preguntes sobre la naturalesa de les ciències socials.

## Mètodes per a la implementació de la reflexivitat
Una nova generació d'estudiosos ha anat més enllà de la discussió (meta)teòrica per desenvolupar pràctiques de recerca concretes per a la implementació de la reflexivitat. Aquests estudiosos han abordat la pregunta del "com fer-ho" convertint la reflexivitat d'un procés informal en una pràctica de recerca formal. Tot i que la majoria de les investigacions se centren en com els estudiosos poden tornar més reflexius cap a la seva posició i posició, alguns han intentat construir mètodes reflexius en relació amb altres processos de producció de coneixement, com ara l'ús del llenguatge. Aquest últim ha estat avançat pel treball de la professora Audrey Alejandro en una trilogia sobre mètodes reflexius. El primer article de la trilogia desenvolupa el que s'anomena Anàlisi Reflexiva del Discurs, una metodologia crítica per a la implementació de la reflexivitat que integra la teoria del discurs. El segon article amplia encara més les eines metodològiques per a la pràctica de la reflexivitat introduint un mètode d'investigació en tres etapes per problematitzar categories lingüístiques. La peça final de la trilogia afegeix un mètode més per a la reflexivitat lingüística, és a dir, la Revisió reflexiva. Aquest mètode ofereix quatre passos que pretenen afegir una dimensió lingüística i reflexiva a la pràctica d'escriure una revisió de literatura.